# Prix littéraire de Cassel
Prix littéraire de Cassel ou Prix de littérature de Cassel pour l'humour grotesque est un prix décerné par la Fondation Brückner-Kühner et la ville de Cassel pour l'auteur de l'œuvre à l'humour grotesque de haut niveau.

## Présentation
En 1984, Christine Brückner et son mari ont créé la Fondation Brückner-Kühner, qui depuis 1985 décerne le Prix littéraire de Cassel pour « l'œuvre grotesque et comique » de haut niveau artistique.
Le prix de littérature de Cassel pour l'humour grotesque est décerné chaque année à la fois par la Fondation Brückner-Kühner et par la ville de Cassel. Il est récompense les écrivains dont « l'œuvre se caractérise par le grotesque comique à un haut niveau artistique ». 
Jusqu'en 1996, le prix était également décerné à des chercheurs littéraires qui axaient leurs recherches sur la bande dessinée. Depuis lors, le prix est également décerné aux dessinateurs et scénaristes de BD. Il est doté de 10 000 euros. 
Depuis 2004, la fondation et la ville décernent également régulièrement un prix du mécénat de littérature BD aux auteurs en début de carrière. Il est doté de 3 000 euros. Le jury sélectionne les gagnants sur la base des suggestions des éditeurs. Le prix a été offert par le couple d'écrivains Christine Brückner et Otto Heinrich Kühner.

## Lauréats
- 1985: Loriot
- 1986: Eike Christian Hirsch
- 1987: Ernst Jandl
- 1988: Wolfgang Preisendanz
- 1989: Irmtraud Morgner
- 1990: Ernst Kretschmer
- 1991: Robert Gernhardt
- 1992: Walter Hinck
- 1993: Christoph Meckel
- 1994: Volker Klotz
- 1995: Hanns Dieter Hüsch
- 1996: Karl Riha
- 1997: Max Goldt
- 1998: Franzobel
- 1999: Ingomar von Kieseritzky
- 2000: Peter Bichsel
- 2001: George Tabori
- 2002: Franz Hohler
- 2003: Eugen Egner
- 2004: Ror Wolf
- 2005: Katja Lange-Müller
- 2006: Gerhard Polt
- 2007: Gerhard Polt
- 2008: F. W. Bernstein
- 2009: Peter Rühmkorf
- 2010: Herbert Achternbusch
- 2011: Thomas Kapielski
- 2012:Ulrich Holbein
- 2013: Wilhelm Genazino
- 2014: Dieter Hildebrandt
- 2015: Frank Schulz
- 2016: Wolf Haas
- 2017: Karen Duve
- 2018: Dagmara Kraus
- 2019: Sibylle Berg
- 2020: Heinz Strunk
- 2021: Felicitas Hoppe
- 2022: Helge Schneider

## Sources
1. ↑  La Fondation Brückner-Kühner
2. ↑  Prix de littérature de Cassel pour l'humour grotesque
3. ↑  Archives de la ville de Cassel